# 小林勇貴
小林 勇貴（こばやし ゆうき、1990年9月30日 - ）は、日本の映画監督。静岡県富士宮市出身。東京デザイン専門学校グラフィックデザイン科卒業。

## 略歴
専門学校卒業後に広告制作会社に就職するが、周囲の薦めなどによって自主映画を制作し始める。その後、『Super Tandem』がPFFアワード2014のコンペティション部門を受賞する。
2015年、本物の不良少年たちを出演させた『孤高の遠吠』がカナザワ映画祭やゆうばり国際ファンタスティック映画祭に出品される。
2017年、間宮祥太朗の主演作『全員死刑』にて商業作品デビュー。
同年、監督作品「ヘドローバ」を公開。監督・脚本を含め、スマートフォンによる撮影・編集を一人でこなす。

## 人物
阪元裕吾監督や西村喜廣監督とは同じバイオレンスやアクションを扱う監督という繋がりから旧知の仲であり深い交友関係がある。

## 不祥事

### パワハラ演出に対する批判
2022年、映画業界におけるハラスメント行為への告発が相次ぐ中、小林が監督、脚本、撮影、編集自ら行った作品である「ヘドローバ」のメイキング映像の中で、大人による少年への暴行が行われるシーンで、殴られる部分は演技ではなく、実際に、当時中学生であった子役の少年を、元プロ格闘家の大人が本気で繰り返し顔面を殴打していると報じられた。殴られた子役の少年は泣きながら嘔吐し「とにかくヤバかったです。いろいろ」「死にそうでした」と発言していたが、小林勇貴は「恐ろしいものが撮れてしまいましたが、そうですね、でもすごい良かったです。児童虐待、撮りました」と笑顔でコメントしていた。これらがネットを中心に多数の批判を呼び、問題になっていることを受け、小林が原案として参加している同年公開予定の『激怒』のプロデューサーは、小林の名前をクレジットから外したことを発表した。
一連の疑惑への批判を受けて、2022年4月28日、監督の小林勇貴は、謝罪文を発表し演出プランにはなかったアクションだったこと、すぐに撮影を止められなかったことは自分の過失であることを認め、メイキング映像で出てくる吐しゃ物はダミーの作り物であり、子役の少年が実際に大きな怪我をしたりすることはなかったと説明した。その上で、児童虐待という言葉を使った不適切な発言内容も含めて「許されることではなかった」として、当時未成年であった子役の少年に対して、家族に許可を得た上で謝罪を行ったこと、一連の騒動で周囲に迷惑をかけたことに対して謝罪と反省の言葉を述べた。

## 作品

### 映画
- 『Super Tandem』（2014年）
- 『Night Safari』（2015年）
- 『孤高の遠吠』（2015年）
- 『神宿スワン』（2016年） ※脚本のみ
- 『逆徒』（2017年）
- 『全員死刑』（2017年）
- 『ヘドローバ』（2017年）
- 『爆裂魔神少女 バーストマシンガール』（2019年）
- 『奈落の翅』 (2021年)

### テレビドラマ
- 『GIVER 復讐の贈与者』（2018年）
- 『すじぼり』（2019年）
- 『スカム』（2019年）
- 『ホームルーム』（2020年）
- 『酒癖50』(2021年)

### ミュージックビデオ
- NGT48「春はどこから来るのか?」（2018年）
- 神宿「お控えなすって神宿でござる」（2019年）

## 書籍
- 実録・不良映画術（洋泉社 映画秘宝セレクション） 2017年11月16日初版　ISBN 978-4800313720